# Пискунов, Геннадий Венедиктович
Генна́дий Венеди́ктович Пискуно́в (18 августа 1939 — 4 января 2020, Москва) — российский актёр музыкального театра, бас-кантанте. Артист Детского музыкального театра имени Н. И. Сац. Народный артист Российской Федерации (1993).

## Биография
Первую профессию получил в культпросветучилище. Желая быть актёром, устроился осветителем в кукольный театр. Играл небольшие роли, затем получил профессиональную подготовку в Государственном институте театрального искусства (ГИТИС). Учился на факультете музыкального театра в классе народного артиста РСФСР Петра Селиванова. Окончил вуз в 1966 году.
Выступал на сценах Московского театра оперетты, Тамбовского государственного драматического театра, Саратовского оперного театра. В конце обучения в ГИТИС поступил в Детский музыкальный театр, с которым связал всю дальнейшую карьеру. Дебютировал во время рижских гастролей театра в спектакле «Белоснежка». Исполнял партии Бонзы в опере «Чио-Чио-Сан» Дж. Пуччини, Бориса Годунова в одноимённой опере М. П. Мусоргского, Гремина в опере «Евгений Онегин» П. И. Чайковского, Зорастро и Папагено в опере «Волшебная флейта» В. А. Моцарта, Старого цыгана в опере «Алеко» С. В. Рахманинова. Работал под руководством известных дирижёров: И. Б. Гусмана, В. И. Дельмана, Ю. В. Силантьева, В. М. Яковлева — и режиссёров: Г. П. Ансимова, Э. Б. Краснянского, Б. А. Покровского, Н. И. Сац.
Критики отмечали магнетичность и пластичность актёра, способность глубоко проникать в роль, широкий диапазон ролей и умения перевоплощаться как в положительных, так и отрицательных персонажей. Благодаря этому в Детском музыкальном театре Пискунов сыграл почти все главные роли в оперных спектаклях.
Помимо театра снимался в кинофильме «Царевна-лягушка» (2000), участвовал в телепередачах цикла «История оперетты», детских передачах на радио и звукозаписях.
Умер 4 января 2020 года. Похоронен в Москве на Западном Хованском кладбище.

## Награды и премии
- 1978 — Заслуженный артист РСФСР.
- 1993 — Народный артист Российской Федерации[2][4][3].
- 2003 — Орден Дружбы[5]